# Linia kolejowa Strasbourg – Basel
Linia kolejowa Strasburg – Bazylea – francuska linia kolejowa o długości 141,3 km. Łączy francuskie miasto Strasburg z Bazyleą w Szwajcarii. Wykorzystywana jest do prowadzenia przewozów pasażerskich (pociągi ekspresowe, regionalne i podmiejskie) oraz w ruchu towarowym. Została wybudowana w latach 1840-1844.